# Terry Murray
Terry Rodney Murray (* 20. Juli 1950 in Shawville, Québec) ist ein ehemaliger kanadischer Eishockeyverteidiger und derzeitiger -trainer. Während seiner aktiven Karriere absolvierte er unter anderem 320 Spiele in der National Hockey League für die California Golden Seals, Philadelphia Flyers, Detroit Red Wings und Washington Capitals. Später war er in der NHL als Cheftrainer der Capitals, Flyers, Florida Panthers und Los Angeles Kings aktiv.

## Karriere als Spieler
Terry Murray begann seine Karriere 1967 bei den Ottawa 67’s in der kanadischen Juniorenliga Ontario Hockey Association, wo er an der Seite der späteren NHL-Spieler Denis Potvin und Bill Clement spielte. Nach drei soliden Jahren in der OHA wurde Murray von den California Golden Seals in der siebten Runde des NHL Amateur Draft 1970 an Position 88 ausgewählt. Nachdem er im Sommer 1970 zu den Profis gewechselt war und die ersten zwei Jahre bei mehreren unterklassigen Mannschaften verbracht hatte, kam er in der Saison 1972/73 zum ersten Mal in der National Hockey League zum Einsatz und bestritt für die Golden Seals 23 Spiele, verbrachte den Großteil des Jahres aber trotzdem in der zweitklassigen Western Hockey League.
In der folgenden Spielzeit gehörte er schließlich zum Stammkader der Golden Seals und konnte in 58 Spielen insgesamt zwölf Tore vorbereiten, 1974/75 limitierte sich seine Einsatzhäufigkeit in der NHL aber wieder deutlich und er spielte in der Central Hockey League für die Salt Lake Golden Eagles, mit denen er den Adams Cup gewann.
Nachdem er bei den Golden Seals im Sommer 1975 keinen neuen Vertrag mehr erhalten hatte, wechselte er innerhalb der NHL zu den Philadelphia Flyers, spielte aber vorerst für deren Farmteam, den Richmond Robins aus der American Hockey League, wo er mit 56 Punkten in 67 Spielen überzeugte und ins AHL First All-Star Team gewählt wurde. Zudem kam er für die Flyers sechs Mal in den Playoffs zum Einsatz, als sie das Stanley-Cup-Finale erreichten. Murray gehörte daraufhin in der Saison 1976/77 zum NHL-Kader von Philadelphia und spielte in 36 Spielen, ehe er im Februar 1977 zu den Detroit Red Wings transferiert wurde, wo er die Saison beendete.
Im November 1977 holten ihn die Flyers zurück, er spielte aber fast ausschließlich in der AHL für die Maine Mariners, wo er zu einem Leistungsträger aufstieg, zwei Mal in Folge den Eddie Shore Award als bester Verteidiger gewann und mit den Mariners zwei Mal den Calder Cup errang. Obwohl Murray in der Saison 1979/80 ein eher schwaches Jahr bei den Mariners bestritt, gelang ihm im Herbst 1980 der erneute Sprung in den NHL-Kader der Flyers. In 71 Spielen kam er auf 18 Scorerpunkte, darunter auch sein erstes NHL-Tor.
Kurz vor Beginn der Saison 1981/82 verpflichteten ihn die Washington Capitals über den NHL Waiver Draft und Terry Murray spielte somit unter der Führung seines älteren Bruders Bryan Murray, der zu diesem Zeitpunkt Trainer der Mannschaft war. Er absolvierte seine beste NHL-Spielzeit mit drei Toren und 22 Assists und beendete im Sommer 1982 seine aktive Karriere.

## Karriere als Trainer
Terry Murray blieb aber der Organisation der Washington Capitals erhalten und wurde im Herbst 1982 Assistenztrainer des Teams, womit erstmals zwei Brüder hinter der Bande einer NHL-Mannschaft standen. Bis 1988 arbeiteten beide zusammen, ehe Terry Murray zum Cheftrainer des Farmteams der Capitals, den Baltimore Skipjacks aus der AHL, ernannt wurde. Seine Premierensaison verlief eher schwach, da die Skipjacks nur den zwölften Platz der 14 Mannschaften umfassenden Liga belegten. Allerdings konnte sich das Team mit 30 Siegen aus 80 Ligaspielen im Vergleich zum Vorjahr deutlich steigern, als sie nur 13 Spiele gewannen und deutlich abgeschlagen Letzter wurden.
Eine weitere Steigerung konnten die Skipjacks in der ersten Hälfte der folgenden Saison verzeichnen, als sie 26 von 45 Spielen gewannen, ehe Terry Murray zum Cheftrainer der Washington Capitals befördert wurde, nachdem sie seinen Bruder entlassen hatten. Er führte die Capitals noch in derselben Saison nach Siegen über die New Jersey Devils und die New York Rangers bis ins Conference-Finale, wo sie jedoch deutlich an den Boston Bruins scheiterten. Nach einer durchschnittlichen Saison 1990/91 beendeten die Capitals die folgende reguläre Saison als zweitbestes Team der Liga und auch zeigten sie gute Leistungen, der Erfolg in den Playoffs blieb allerdings aus. Als die Mannschaft in der Saison 1993/94 nur 20 der bis dahin 47 bestrittenen Spiele gewann, wurde Murray Ende Januar 1994 entlassen.
Doch nach nur einem Monat wurde er von den Cincinnati Cyclones aus der IHL als Cheftrainer verpflichtet, die als Farmteam der Florida Panthers fungierten. Murray betreute das Team noch in den letzten 28 Saisonspielen, kehrte im Sommer 1994 aber wieder in die NHL zurück, wo er die Philadelphia Flyers als Trainer übernahm. In den folgenden zwei Jahren konnten sich die Flyers an der Spitze der Liga etablieren, nach dem ersten Platz in der Atlantic Division in der Saison 1994/95 folgte die Spitzenposition in der Eastern Conference, nur der Erfolg in den Playoffs blieb vorerst aus. 1995 wurde Murray als einer von drei Kandidaten für den Jack Adams Award nominiert. In der Saison 1996/97 führte Murray die Mannschaft um Superstar Eric Lindros schließlich bis ins Finale um den Stanley Cup, dort unterlagen sie jedoch den Detroit Red Wings.
Trotz drei erfolgreicher Spielzeiten wurde Murray im Sommer 1997 als Trainer der Flyers abgesetzt und arbeitete noch ein Jahr als Scout für die Mannschaft. Ab der Saison 1998/99 arbeitete er wieder mit seinem Bruder zusammen, der mittlerweile General Manager der Florida Panthers war und Terry Murray als Trainer des Franchise verpflichtete. Nachdem die Panthers im ersten Jahr die Playoffs verpassten, spielten sie im Jahr darauf die bis dahin beste Saison ihrer Geschichte mit 43 Siegen aus 82 Spielen, in der ersten Runde der Playoffs scheiterten sie aber deutlich an den New Jersey Devils. In die folgende Saison 2000/01 starteten die Panthers jedoch schwach und am 28. Dezember 2000 wurde Murray entlassen.
Im Sommer 2001 kehrte er erneut zu den Philadelphia Flyers zurück, wo er zwei Jahre lang als Scout tätig war, ehe er 2003 in den Trainerstab aufrückte und Assistenztrainer unter Ken Hitchcock und ab Oktober 2006 unter John Stevens wurde. In der Zeit erreichten die Flyers zwei Mal das Finale der Eastern Conference.
Am 17. Juli 2008 übernahm Terry Murray zum ersten Mal seit fast acht Jahren wieder einen Cheftrainerposten, als ihn die Los Angeles Kings verpflichteten. Im Dezember 2011 wurde er bei den Kings seines Amtes enthoben, woraufhin er Ende Juni 2012 als Cheftrainer der Adirondack Phantoms aus der American Hockey League verpflichtet wurde. Diese Position hatte er mit dem Umzug des Teams und der Namensänderung in Lehigh Valley Phantoms weiterhin inne, wurde jedoch nach der Saison 2014/15 entlassen und durch Scott Gordon ersetzt.
In der Folge wurde er im Juni 2015 als Assistenztrainer unter Dan Bylsma bei den Buffalo Sabres eingestellt. Diese Position hatte er bis zum Ende der Spielzeit 2016/17 inne.

## Erfolge und Auszeichnungen
- 1975 Adams-Cup-Gewinn mit den Salt Lake Golden Eagles
- 1976 AHL First All-Star Team
- 1978 Eddie Shore Award
- 1978 AHL First All-Star Team
- 1978 Calder-Cup-Gewinn mit den Maine Mariners
- 1979 Eddie Shore Award
- 1979 AHL First All-Star Team
- 1979 Calder-Cup-Gewinn mit den Maine Mariners